# Poppaea Sabina
Poppaea Sabina de Jongere was de tweede vrouw van Nero van 62 tot 65. Ze werd geboren in Pompeï in het jaar 30 na Christus als dochter van Titus Ollius en Poppaea Sabina de Oudere. Zij was de kleindochter van Poppaeus Sabinus (een consul in 9).
Poppaea staat bekend als een van de grootste schoonheden van haar tijd. Tacitus beschrijft haar ook als een vrouw die alle menselijke eigenschappen bezat, behalve goedheid ('Huic mulieri cuncta alia fuere, praeter honestum animum' Ann. XIII, 45)
Poppaea was in de jaren 50 getrouwd met Rufrius Crispinus, prefect van de pretoriaanse garde onder Claudius. Ze werd de minnares en later de echtgenote van Otho. Otho was een goede vriend van Nero en pochte over haar charmes. Nadat Nero haar had leren kennen, stuurde hij Otho in 58 weg uit Rome door hem te benoemen tot gouverneur van Lusitania (het tegenwoordige Portugal). Zo kon de achtergebleven Poppaea de minnares van Nero worden en in 62 zijn tweede vrouw.
In 63 kreeg zij een dochter, Claudia Neronis, waar Nero zo verrukt van was dat hij de baby onmiddellijk tot Augusta verhief. De nieuwe keizerin stierf echter al na een paar maanden.
In 65 werd Poppaea, toen ze weer in verwachting was, door Nero in een vlaag van woede zo hard in haar buik geschopt dat zij eraan overleed. Met grote spijt gaf Nero haar een staatsbegrafenis en kende haar de hoogste eer toe: Diva (= goddelijk).
Een grote villa, die in Oplontis aan de Baai van Napels is teruggevonden, wordt beschouwd als een buitenverblijf van Poppaea